# Società Ginnastica Gallaratese 1932-1933
Questa voce raccoglie le informazioni riguardanti la Società Ginnastica Gallaratese nelle competizioni ufficiali della stagione 1932-1933.

## Rosa
| N. |                   | Ruolo | Calciatore            |
| -- | ----------------- | ----- | --------------------- |
|    | Italia (bandiera) | A     | Teodoro Badà          |
|    | Italia (bandiera) | P     | Ugo Bottini           |
|    | Italia (bandiera) | D     | Mario Cappa           |
|    | Italia (bandiera) | A     | Giuseppe Chierichetti |
|    | Italia (bandiera) | C     | Francesco Clivio      |
|    | Italia (bandiera) | D     | Fabio Del Bianco      |
|    | Italia (bandiera) | D     | Candido Ferrero       |

| N. |                   | Ruolo | Calciatore          |
| -- | ----------------- | ----- | ------------------- |
|    | Italia (bandiera) | D     | Dario Gerola        |
|    | Italia (bandiera) | A     | Alessandro Lattuada |
|    | Italia (bandiera) | A     | Attilio Leva        |
|    | Italia (bandiera) | A     | Natale Luoni        |
|    | Italia (bandiera) | C     | Augusto Mazzoleni   |
|    | Italia (bandiera) | C     | Carlo Morosi        |
|    | Italia (bandiera) | C     | Scandroglio         |